# Demetrio Angelo Ducas
Demetrio Angelo Ducas (in greco Δημήτριος Ἀγγελοδούκας?; 1220 circa – dopo il 1246) fu sovrano di Tessalonica con il titolo di despota come vassallo dell'Impero di Nicea dal 1244 fino alla sua deposizione nel 1246.

## Biografia

### Origine
Nato intorno al 1220, Demetrio era il figlio minore di Teodoro Comneno Ducas e Maria Petralife. Come tale era pronipote dell'imperatore bizantino Alessio I Comneno (r. 1081-1118) e dell'imperatrice Irene Ducaena, e cugino di primo grado degli imperatori Isacco II Angelo (r. 1185-1195, 1203-1204) e Alessio III Angelo (r. 1195-1203), condividendo la discendenza da Costantino Angelo, fondatore della dinastia degli Angeli. 1195-1203). A differenza del padre che evitò il cognome Angelo e preferì usare i cognomi "Ducas" o "Comneno", Demetrio usò il distintivo "Angelo Ducas" (Ἀγγελοδούκας) in un testo manoscritto datato 25 settembre 1244.

### Antefatti
Suo padre Teodoro governava lo stato successore dell'impero bizantino, dell'Epiro dal 1215 e, dopo la conquista del Regno di Tessalonica governando dai latini nel 1224, aveva fondato l'Impero di Tessalonica, in rivalità con l'altro grande stato successore dell'impero bizantino, l'Impero di Nicea nell'Asia Minore occidentale. Nel 1230 sembrava pronto a riconquistare Costantinopoli dall'Impero latino e a ripristinare così l'Impero bizantino, ma in quell'anno fu sconfitto e catturato nella Battaglia di Klokotnica da Ivan Asen II di Bulgaria e fu accecato dopo essere stato coinvolto in un complotto contro Ivan Asen. All'indomani di Klokotnica, l'impero di Teodoro crollò: in pochi mesi la maggior parte della Tracia, della Macedonia e dell'Albania cadde sotto il dominio bulgaro. Il fratello di Teodoro, Manuele, che era riuscito a fuggire da Klokotnitsa, salì sul trono di Tessalonica, governando su un dominio molto ridotto come vassallo del sovrano bulgaro. Quando sua sorella Irene sposò Ivan Asen nel 1237, Teodoro fu liberato dalla prigionia. Teodoro tornò a Tessalonica e rovesciò Manuele, ma poiché era cieco, insediò come imperatore il figlio maggiore Giovanni. Nel 1244, tuttavia, l'imperatore niceno Giovanni III Ducas Vatatze fece una campagna contro Tessalonica e costrinse Giovanni a riconoscere la sua sovranità e a rinunciare al titolo imperiale, ricevendo invece il titolo di despota.

### Sovrano di Tessalonica
Teodoro stesso si ritirò a Vodena, da dove supervisionò gli affari di Stato. Alla morte di Giovanni, nel 1244, Demetrio succedette al fratello come sovrano di Tessalonica (poco prima del 25 settembre 1244). Un'ambasciata si recò a Nicea per annunciare la successione, come previsto dai termini di vassallaggio concordati nel 1242, e Vatatze confermò la successione e conferì il titolo di despota a Demetrio.
Giovane e dissoluto, Demetrio ispirò poca fiducia alle più importanti famiglie di Tessalonica, che iniziarono a complottare contro di lui e a considerare una presa di potere da parte di Nicea come un'alternativa preferibile, soprattutto perché a quel punto Nicea era chiaramente emersa come il più potente e credibile degli stati successori di Bisanzio.
La posizione nicena rafforzò ulteriormente nel 1246, quando Vatatze fece un'altra campagna in Europa, in cui in tre mesi strappò gran parte della Tracia e la maggior parte della Macedonia alla Bulgaria, che ora divenne sua vassalla. A Melnik, Vatatze fu accolto da un inviato dei cospiratori tessalonicesi, che promise di rovesciare Demetrio e di consegnargli la città, in cambio di una garanzia dei loro privilegi, condizioni che Vatatze prontamente accettò. Vatatze invitò allora Demetrio a presentarsi al suo cospetto per dimostrare la sua lealtà e sottomissione, ma quest'ultimo rifiutò; Demetrio era diventato sospettoso nei confronti di alcuni dei cospiratori, ma questi riuscirono a dissipare le sue preoccupazioni. Quando Vatatze si presentò in città, Demetrio si rifiutò di nuovo di presentarsi e di rendere omaggio al suo sovrano, ma pochi giorni dopo i sostenitori niceni all'interno della città aprirono un cancello e fecero entrare l'esercito niceno. Terrorizzato, Demetrio fuggì nella cittadella, ma fu convinto a cedere dalla sorella Irene, che si era presentata al cospetto di Vatatze e aveva ottenuto clemenza per il fratello. Tessalonica fu incorporata nello Stato niceno, con Andronico Paleologo come governatore.
Demetrio fu mandato in esilio nella fortezza di Lentiana in Bitinia, dove probabilmente morì in una data sconosciuta. Suo padre Teodoro, isolato e senza potere nel suo rifugio a Vodena, apparentemente rimase estraneo a questi eventi.